# Kettujoki-Vaskojoki
Kettujoki-Vaskojoki este o arie protejată (arie specială de conservare — SAC, sit de importanță comunitară — SCI, arie de protecție specială avifaunistică — SPA) din Finlanda întinsă pe o suprafață de 1.995 ha, integral pe uscat.

## Localizare
Centrul sitului Kettujoki-Vaskojoki este situat la coordonatele 68°53′43″N 26°43′16″E / 68.8953°N 26.7211°E.

## Înființare
Situl Kettujoki-Vaskojoki a fost declarat sit de importanță comunitară în august 1998 pentru a proteja 1 specie de plante și 24 de specii de animale. Alte tipuri de protecție:
- arie de protecție specială avifaunistică (în august 1998)[2]
- arie specială de conservare (în aprilie 2015)[1][3][4]

## Biodiversitate
Situată în ecoregiunea boreală, aria protejată conține 11 habitate naturale: Râuri naturale fino-scandinave, Turbării active, Mlaștini turboase de tranziție și turbării mișcătoare, Izvoare fino-scandinave și mlaștini produse de izvoare bogate în minerale, Turbării Aapa, Taiga vestică, Păduri caducifoliate de mlaștină fino-scandinave, Mlaștini împădurite, Păduri aluvionare cu Alnus glutinosa și Fraxinus excelsior (Alno-Padion, Alnion incanae, Salicion albae), Ape oligotrofe din câmpii nisipoase, cu un conținut foarte redus de minerale (Littorelletalia uniflorae), Lacuri și iazuri distrofice naturale.
La baza desemnării sitului se află mai multe specii protejate:
- plante (1): Ranunculus lapponicus
- păsări (23): gâscă de semănătură (Anser fabalis), ciuf de câmp (Asio flammeus), rața moțată (Aythya fuligula), bătăuș (Calidris pugnax), fugaci pitic (Calidris temminckii), gușă vânătă (Cyanecula svecica), lebădă de iarnă (Cygnus cygnus), șoim de iarnă (Falco columbarius), cufundar polar (Gavia arctica), cufundar mic (Gavia stellata), cocor (Grus grus), becațină mică (Lymnocryptes minimus), rață catifelată (Melanitta fusca), Mergellus albellus, codobatura galbenă (Motacilla flava), ciocănitoare de munte (Picoides tridactylus), ploier auriu (Pluvialis apricaria), chiră de baltă (Sterna hirundo), Sterna paradisaea, Surnia ulula,  cocoș de munte (Tetrao urogallus), fluierar negru (Tringa erythropus), fluierar de mlaștină (Tringa glareola)
- mamifere (1): vidră de râu (Lutra lutra)

Pe lângă speciile protejate, pe teritoriul sitului au mai fost identificate 1 specie de păsări, 2 specii de pești.